# Ron Gilbert
Ron Gilbert (ur. 1 stycznia 1964) – amerykański projektant gier komputerowych, programista i producent.

## Kariera
Ron Gilbert jest producentem gier w wytwórni LucasArts, gdzie stworzył m.in. Maniac Mansion oraz dwa pierwsze tytuły z serii gier Monkey Island. Gilbert był również współzałożycielem Humongous Entertainment i Cavedog Entertainment. Jego gry głównie skupiały się na interakcyjnej opowieści.

## Gry
- Maniac Mansion (1987) – autor i programista
- Zak McKracken and the Alien Mindbenders (1988) – autor
- Indiana Jones and the Last Crusade: The Graphic Adventure (1989) – autor
- The Secret of Monkey Island (1990) – autor
- Monkey Island 2: LeChuck’s Revenge (1991) – autor i programista
- Total Annihilation (1997) – producent
- Penny Arcade Adventures – konsultant
- Tales of Monkey Island (2009–2010) – Visiting Professor of Monkeyology
- DeathSpank (2010) – projektant

Był również współtwórcą gier dla dzieci w firmie Humongous Entertainment (m.in.:Freddi Fish, Putt-Putt).